# Walter Holzinger
Walter Holzinger (* 1957 in Ried im Innkreis; † 30. Dezember 2022) war ein österreichischer Bautechniker, Bildhauer, Maler und Kulturwissenschaftler. Von 2010 bis zu seinem Tod war er Vorsitzender der Innviertler Künstlergilde.

## Leben und Wirken
Der Absolvent der Werbedesignerschule Linz war zunächst 20 Jahre lang Bautechniker und besuchte dann Mitte der 1990er-Jahre die Meisterklasse Bildhauerei an der Universität für künstlerische und industrielle Gestaltung Linz. Nach dem Diplom für Bildhauerei und transmedialen Raum promovierte Walter Holzinger an der Linzer Kunstuniversität in Kulturwissenschaften bei Thomas Macho zum Dr. phil. Er beschäftigte sich zunehmend mit sakralen Arbeiten, wobei er teilweise in seinem Atelier in Ried und teilweise mit anderen Kunstschaffenden im Müllkoasa-Hof in Haag am Hausruck tätig war.
Holzinger lebte und arbeitete in Ried im Innkreis, war verheiratet und hatte drei Kinder. Er war Mitglied der Innviertler Künstlergilde und übte dort seit dem 8. Mai 2010 das Amt des Vorsitzenden aus. Seit 2013 war er zum künstlerischen Leiter des internationalen Stahlsymposions Riedersbach bestellt.

## Ausstellungen (Auswahl)
Der Künstler kann auf eine Reihe von Einzelausstellungen in Österreich verweisen und hat an Gruppenausstellungen und Symposien im In- und Ausland teilgenommen und Studienreisen nach Afrika, Südeuropa, Zentralasien und Mittelamerika unternommen.
- 2007	Wernstein am Inn (Kubin-Haus, 15. September – 7. Oktober): grafik
- 2011	Passau Sankt Anna-Kapelle (Kunstverein Passau, 29. Juli – 11. September): Von der Grafik zur Skulptur, mit Meinrad Mayrhofer
- 2023 (angekündigt)	Ried im Innkreis (Innviertler Künstlergilde, 24. November – 27. Dezember): in memoriam – M. MARHOFER & W: HOLZINGER

## Kataloge (Auswahl)
- Walter Holzinger (Hg.): Malerei, Graphik & Skulptur von Walter Holzinger …eine kleine Auswahl aus mehr als 25 Jahren künstlerischer Tätigkeit, Ried im Innkreis 2002